# 查尔斯·达尔文
查尔斯·罗伯特·达尔文 FRS FRGS FLS FZS（又譯達爾溫；1809年2月12日—1882年4月19日），英国博物學家、地質學家和生物學家，其最著名的研究成果是天擇演化（物种起源的解释），解釋了適應 （自然选择，适者生存的原理），並指出他认为所有物種都是从少數共同祖先演化而来的。到了1930年代，達爾文的理論成為對演化機制的主要詮釋，並成為現代演化思想的基礎，在科學上可對生物多樣性進行一致且合理的解釋，是現今生物學的基石。
達爾文並不是第一個提出演化思想的人，在達爾文出生之前許久，就已有人有生物會演變的想法了，例如在古希臘時代，前蘇格拉底哲學家阿那克西曼德及恩培多克勒就已認為一種生物可以源於另一種生物，然而達爾文關於物種演化的理論是現代演化思想的基礎。
在愛丁堡大學研讀醫學期間，達爾文對自然史逐漸產生興趣。而他後來又到劍橋大學學習神學。達爾文在參與小獵犬號的五年航行後，成為一位地質學家。他進行觀察並提出理論來支持查理斯·萊爾的均變思想。回英國後所出版的《小獵犬號航行之旅》，使其成為著名作家。由於在航行期間對所見生物與化石的地理分佈感到困惑，觀察到不同地區的生物彼此之間具有明顯的相似性和差異性，而且這些特徵與當地的環境息息相關，便開始對物種轉變進行研究，並且在1838年得出了他的自然選擇理論。由於這類思想在當時被視為異端，因此達爾文剛開始只對親近的朋友透露這些想法，並持續進行進一步的研究，以應付可能遭遇的反對。到了1858年，華萊士寄給他一篇含有相似理論的論文，促使達爾文決定與其共同發表這項理論。
1859年出版的《物種起源》，使起源於共同祖先的演化，成為對自然界多樣性的一項重要科學解釋。四百多頁的《物種起源》比達爾文計劃要寫的篇幅短得多，但仍然不失為一本內容充實的巨著。之後達爾文《人類與動物的情感表達》以及《人類由來與性擇》中，闡釋人類的演化與性擇演化的作用。他也針對植物研究發表了一系列的書籍，在最後一本著作中，達爾文討論了蚯蚓對土壤的影響。為了表彰他傑出成就，達爾文死後安葬於牛頓與約翰·赫歇爾的墓旁，地點就在英國倫敦的西敏寺。
目前達爾文的演化論已經獲得壓倒性的事實做支持，也是唯一能滿足各領域中所觀察到的現象的理論，作為物種起源和人類起源解釋的科學性，也成了學界共識；然而达尔文的演化论与宗教观点相悖，甚至引发法律问题；近年来更有智慧设计论者试图挑战进化论，然而以失败告终。

## 达尔文和物种起源
人们自古以来，就一直好奇，生命是怎么来的， 人类是怎么产生的。在当时的欧洲和美洲，大多数人都相信是上帝用了六天时间创造出了世界和世界上的各种生物，就像圣经中说的那样。生物从它们被创造出来到现在，从来没有变过。达尔文的《物种起源》用它丰富翔实的观察和记录，大量无可辨驳的证据，证明了生物是不停发展变化以适应生存环境的。《物种起源》发表后，其遭到了大量的攻击，但也颠覆了很多人的认知，开启了现代科学崛起的进程。达尔文和他的《物种起源》发动了一场思想的革命，彻底改变了历史的进程。
达尔文从小就对自然界非常好奇。达尔文小时候和父母家人住的芒特庄园有个大花园。达尔文会在花园里面呆几个小时，观察各种生物，采集各种石头，鸟蛋（他每次只从鸟窝里取一个鸟蛋）等。不在花园的时候，就不停的看书。
达尔文小时候是个普通的孩子。那时候的英国很多男孩去的是寄宿学校。达尔文也不例外。他九岁的时候去了什鲁斯伯里学校学习，他非常痛恨那个学校。他记忆力不好，背过的诗歌，过两天就忘了。在家里，达尔文和他的哥哥伊拉斯謨斯有一个化学实验室，是花园里的一个工具屋。达尔文花非常喜欢做实验，花了大量的时间，以致于同学们叫他「Gas」。有一天，他的老师发现了这个实验室，老师告诉达尔文他在浪费他的时间，做实验毫无用处。
达尔文的父亲羅伯特·達爾文希望孩子们有体面的职业，比如医生，就像他自己一样。达尔文的哥哥伊拉斯謨斯被送到了苏格兰爱丁堡。因为达尔文非常不喜欢什鲁斯伯里，所以父亲于1825年让他提前离开，一同去了苏格兰爱丁堡。1826年，達爾文开始修爱丁堡大学的课程。那时候的手术没有麻醉药。为了止痛，医生只能用酒精、鴉片，甚至把病人打晕，但效果都不好。达尔文观摩了两次手术后，确信自己不想成为医生。但是他仍然修完了医学医药的课程，部分原因是因为父亲的期望。達爾文暑假回家時，不敢告诉父亲他不想当医生，而是整天游山玩水和打猎。到了第二学期结束，他终于告诉父亲，他不想学医。父亲非常生气，同时为达尔文的出路发愁。
父亲随后送他去剑桥大学基督学院学习，以后可以在英国的教会当牧师。牧师也是一个非常受尊敬的职业，而且那个时候很多牧师也研究大自然，所以对达尔文来说是个很好的选择。他仍然非常喜欢科学和自然，还有了搜集甲蟲的爱好。在剑桥大学，他最喜欢的老师是教植物学的約翰·史蒂文斯·亨斯洛教授。 二人结成深交，常常一起散步。这段友谊改变了达尔文的一生。1831年，达尔文从剑桥毕业，准备成为牧师。八月份的时候，他收到亨斯洛教授的来信，问他愿不愿意环球旅行。原来，海军正为罗伯特·菲茨罗伊船长寻求一个伙伴，来开展对南美洲海岸的考察。菲茨罗伊船长喜欢科学和自然，希望有个自然学家同行，可以聊天分享。亨斯洛认为，达尔文就是他们要寻找的人，他不仅年轻礼貌，而且也具备基本的自然学家的素养。8月30日，当达尔文兴冲冲的告诉父亲时，父亲坚决反对。沮丧的达尔文投奔了乔赛亚舅舅，结果得到了他们全家的支持。舅舅给达尔文的父亲送去了回信，信里说博物学“非常适合牧师”，而且也是“见识世界”的机会， 说服了达尔文的父亲。达尔文於同年十月到达普利茅斯，等待出航。由于种种原因，比如小猎犬号需要维修，后来天气也不做美，一直等到12月27日才出发。离开英国等待的时间里，菲茨罗伊船长送给他一本查尔斯·莱尔的《地质学原理》。 当时的人们相信是上帝创造了山川、大陆、海洋。但查尔斯·莱尔认为地貌是通过自然过程，比如火山、地震等，经历了漫长的时间后形成的。达尔文对这种大胆的观点感到非常新奇。预期两年的航行，实际进行了五年。达尔文并不适应海上生活， 航海的过程中他晕船严重。所幸的是达尔文在海上的时间大约只有18个月，达尔文上陆的时候，小猎犬号就在附近海面游荡。
在南美洲，达尔文骑马进行了7次长途考察和多次短途考察。他在小本子上写笔记，回到船上后再整理出来。他收集各种植物和动物，做成标本，并用显微镜观察小的生物。他还做了个网子，捕捞海里的生物。他看到菲茨罗伊船长的详细的日志，也开始非常详细的记录他的观察。
1832年9月在阿根廷沿海，他有了第一个重要发现， 几个巨大的动物的化石。他从没见过这么大的动物，但是这些骨头的形状又和现代的体型小很多的犰狳 （armadillos）很相似。达尔文怀疑这是已经灭绝了的动物。这些化石被小心地运到船上。
1834年，船来到智利瓦尔帕莱索。因为需要整修，停留时间要长些。达尔文第一次看到了火山爆发，经历了地震，看到地貌是怎样被大自然的力量所改变。他相信查尔斯·莱尔的观点是正确的。他在山顶看到了海洋贝壳的碎片，開始思考它们是怎么到山顶的。
1835年9月15日，船来到加拉巴哥群島。岛上有很多独特的植物和动物，比如会游泳到海里吃东西的鬣蜥。达尔文从来没见过這種動物，开始思考「为什么这里的生物和其他地方的这么不同？它们是怎么跑到这里生活的？」
1836年10月2日，船在英国靠岸，结束了航行。三天后，达尔文回到家里。他告诉父亲，他决定成为一个科学家，而不是牧师。父亲同意了。
达尔文开始把他的航行日记写成书。他搜集的很多东西送给了博物馆。博物馆和其他的生物科学家帮助他确认生物的种类。鸟类学家約翰·古爾德帮他确认了从加拉巴哥群岛上搜集的雀类，虽然看起来很相似，但通过嘴形，骨头的长度等，他们发现每个岛上的雀种类都不一样，和南美雀品种也不一样。他們还發現一些巨大的化石，開始猜測是否與島上的犰狳有關係。
达尔文开始做大量的笔记，不停的思考，和科学家，动物饲养员讨论，请教问题。达尔文意识到，許多生物（比如鸟类）可以产生大量后代。但这些后代并不是一模一样的，总是有些微小的差别。不是所有的后代都能生存下去，产生自己的后代。更适应环境的个体会继续有自己的后代。自然选择的理论逐渐形成。这时候的达尔文因为小猎犬号的航行而成为知名的博物学家，但他不敢和其他人分享他的想法，而是保存了一个秘密笔记。
从1842年开始，他一点一点把和自然选择相关的一些想法发表在杂志上，这些文章都有坚实的证据做后盾。他花了8年的时间研究海洋贝类藤壶，帮他进一步理解了自然选择。他确信他的物种起源和演变的理论（自然选择，适者生存）是正确的，他仍然不敢公开。他已经和地质学家查爾斯·萊爾，植物学家約瑟夫·道爾頓·胡克，生物学家湯瑪斯·亨利·赫胥黎 ( 他后来坚定支持达尔文的理论，并展示了鸟类起源于恐龙）成为非常好的朋友，但達爾文从来没有给他们展示过他的手稿。他不停的改进他的手稿，加强他的论证。
1858年，达尔文收到另一位科学家阿爾弗雷德·羅素·華萊士的来稿，请他帮助发表。令达尔文震惊的是，文章的内容和他的自然选择的理论完全一样。这促使他终于与其他科学家分享他的工作。之后他加速手稿整理，于1859年11月发表了《物种起源》。
书一出版后即掀起轩然大波。1860年6月，許多科学家在剑桥开会。会议很快演变成了《物种起源》的大论战。随着时间的推移，大部分科学家开始接受了达尔文的理论。
但这个时候，还没有关于人类起源的学说。1869年，華萊士再次激发了达尔文的行动。他告诉达尔文他认为自然选择不适用于人类。1871年，达尔文发表了《人类起源》。这本书触怒了很多人。达尔文被画成猴子单臂挂在生命之树上，成了讽刺进化论的象征。
达尔文没有停止他的研究的脚步。他随后研究了兰花和吃昆虫的植物，还写了一本自传，最后出版的一本书是关于蚯蚓的。
达尔文于1882年4月19号去世。

## 生平

### 家世和童年
1809年2月12日，查尔斯·罗伯特·达尔文出生于英国什罗普郡什鲁斯伯里镇的芒特庄园，其教名采用了伯父查尔斯的名字，中名来自父亲，家人显然希望他继承家族的职业。生下他时，母亲苏珊娜已有44岁。父亲罗伯特·达尔文是当地小有名气的医生，在达尔文出世时已育有四个孩子：女儿玛丽安妮、卡罗琳、伊丽莎白，儿子伊拉斯谟·阿尔维，罗伯特原本准备给苏珊娜做流产手术放弃这个孩子，怕妻子经受不起这才作罢。祖父伊拉斯谟·达尔文是英国医学界权威，曾写有《生命学》、《植物学》等著作。伊拉斯谟认为有机体内有让生物向高级阶段发展的内在力量，并推测生命起源于海洋，对日后的达尔文产生了重要影响。外祖父乔赛亚·韦奇伍德是工业革命时代美术瓷器的创始者，与老伊拉斯谟是好朋友。

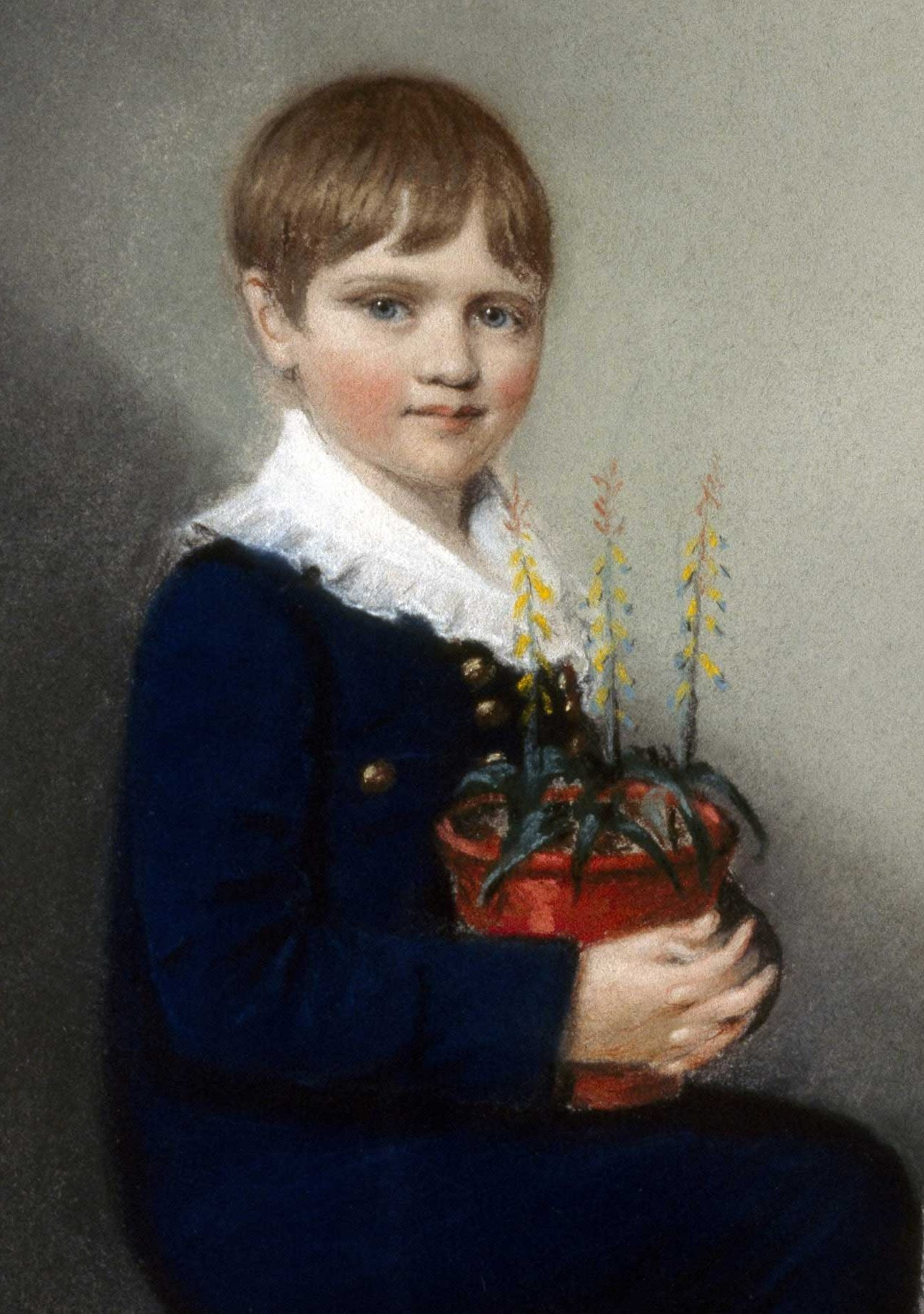
7岁的达尔文

1809年11月17日，达尔文在圣嘉德圣公会教堂受了洗礼。当时英国与法国仍处于战争状态，罗伯特私底下虽然是个自由思想者，但也不敢过于张扬。星期日的时候，苏珊娜会按照家庭传统带孩子去一神教小教堂做礼拜，她还同镇里的宗教领袖请乔治·凯斯来此布道，凯斯在当地建立了一所私立学校。查尔斯最早在家中接受教育，由姐姐卡罗琳管教。他常常与小他15个月的妹妹凯瑟琳争宠，希望受到关注，而卡罗琳往往是严厉的。独自一人时他常常流连于父亲的图书馆，热衷于观察周围的动植物，有时也去河边垂钓。8岁生日后不久，苏珊娜送他去凯斯所办的学校上学，学校里的许多同学都比他大。他常常编故事，比如说自己能够改变花朵的颜色。7月，苏珊娜的肿瘤发展到无法收拾的地步，查尔斯却不被获准去看她，直到7月15日她离开人世。
苏珊娜死后查尔斯的几个姐妹接管了家中事务，而罗伯特出诊归来后更是对庄园实行严厉的统治。1818年9月，查尔斯和哥哥伊拉斯谟进入了什鲁斯伯里学校，那里的校长塞缪尔·巴特勒在当地名望颇高。
古典文化是学校的主要教学内容，查尔斯厌恶拉丁语和古希腊语，但还是能够应付那些死记硬背的学习，对乔叟、莎士比亚和弥尔顿的作品也很是欣赏。快毕业时，查尔斯受哥哥影响迷上了化学，阅读了威廉·亨利的《化学问答》等化学书籍。他们在自家花园里做化学实验，同学们还给达尔文取了个“瓦斯”的绰号。15岁的达尔文爱上了狩猎，常常参与韦奇伍德家的射击活动。罗伯特终于无法忍受，于1825年让达尔文提前离开学校。他为儿子安排了未来——让他成为一名医生。

### 爱丁堡大学
1825年夏天开始，达尔文跟着父亲做了学徒，记录一些患者的状况。哥哥伊拉斯谟已于3年前进了剑桥大学基督学院，查尔斯听说他被安排了一些盜屍的工作，觉得无法适应。罗伯特安排他去爱丁堡大学，当时爱丁堡的医学院无论设施、师资均是英国最强，超过牛津大学和剑桥大学，而且不排斥非国教信徒。伊拉斯谟从剑桥归来后，准备赴爱丁堡校外医院学习，租用了一套有两个卧室、一间起居室的房子。达尔文在这里参加了大量社交活动，认识了不少辉格党上层人物，包括教育家伦纳德·霍纳、作家沃尔特·司各特、博物学家约翰·詹姆斯·奥杜邦等人。入学以后，达尔文报了医学、解剖学、化学、临床课和外科学等课程，但并不喜欢大学课程。讲授医学的邓肯（英語：Andrew Duncan secundus）、讲授人体解剖学的亚历山大·门罗三世尤其令他反感，霍普的化学课是他唯一有兴趣的内容。
第一个暑假里，他与朋友一起徒步游览了威尔士山区，开始在日记里记录下对当地鸟类的观察。大二的时候他报了产科学、物理实验和自然史。当时的自然史教授是羅伯特·詹姆森，他在地质学方面坚持水成论，达尔文当时曾下决心“不再读一本地质方面的书”。1826年11月21日，达尔文申请加入普林尼学会，该会会长之一威廉·布朗是其介绍人，第二个星期与威廉·格里格一起正式入会。布朗和格里格等人不但抱激进的科学主义和反教权主义观点，还认为低等动物与人类的大脑官能并无本质区别。12月5日，达尔文进入了学会的理事会。他经常光顾博物馆，认识了两位在那里工作的博物学家，格蘭特和维利亚姆·马克-吉利弗雷。吉利弗雷则坚定的支持达尔文对鸟类的兴趣，这时期达尔文还向一位黑人学习过鸟类标本的制作。
格蘭特在福斯湾捕获海绵、藻苔虫、海笔和水手珊瑚，在爱丁堡的期刊上发表了不少研究它们的论文，并告诉达尔文如何搜寻它们。1827年3月和4月，达尔文的笔记中写满了关于这些海洋无脊椎动物的观察，其首篇观察记录于维尔纳自然史学会发表。3月27日，他在普林尼学会的会议上发表了演说，宣布自己发现藻苔虫的幼虫能够游动，牡蛎壳上的黑色物体是水蛭的卵。接下来布朗发表了激进的论文，声称心智和意识只是大脑活动的副产品，引起了很大争议。格蘭特经常向达尔文表达对拉马克的推崇，认为动物在结构都互相联系，动植物的起源应能追溯到藻类和水螅。
詹姆森一星期在博物馆给学生上3次实践课，讲解包括矿物在内的各种展品，达尔文在课上学到了岩层排序的知识。他经常出入博物馆，浏览和制作鸟类标本。邓肯的医学课介绍了瑞士植物学家奥古斯丁·彼拉姆斯·德堪多的“自然体系”，它强调物种之间的竞争。达尔文对医学的厌恶不断增长，他不断给家里写信询问情况，最终于1827年4月24日離开了学校，没有获得学位。5月他到了伦敦探望他的姐姐卡罗琳，之后又与乔赛亚舅舅一道去了法国巴黎，7月时回到了家乡。

#### 剑桥大学
9月1日，狩猎季节开始了，查尔斯开始和威廉·莫斯廷·欧文家的女儿范妮交往。在梅尔庄园，他还认识了国会议员詹姆斯·麦金托什爵士。他对于职业规划仍然没有什么概念，父亲已经为他选好了去处——英国国教会。因此，这期间他也研读了皮尔森主教的《信仰说明》、约翰·伯德·萨姆纳牧师的《基督教之证》和其他一些宗教著作。10月15日，他被录取为基督学院的自费生。在接下来的时间里他投身于对古典文化的温习之中，1828年伊始才与哥哥结伴奔赴剑桥。
学期开始后，在基督学院已没有住处，他只好寄宿在悉尼街一个烟草商的家中。他与一些刻苦攻读的人为伍，一开始便以立下了誓言：“遵守所有的法令习俗，坚定地热爱这所大学，在任何条件下都要保卫它”。那里的高级学监亚当·赛奇威克是伦敦地质学会副会长，从事沉积岩的研究。这个学期中，查尔斯和范妮仍时有书信往来，然而剑桥大学的社交活动十分频繁，到了复活节，范妮在他心中的地位已没那么高了。他培养了听音乐、逛博物馆等业余爱好，还参加了一个叫“贪吃者俱乐部”的团体。这个团体热衷于将老鹰、鹭鸶、猫头鹰等列入菜谱，还有大量游乐活动，让达尔文虚掷了不少光阴。搜寻甲虫的浪潮席卷了全国，查尔斯与姑表兄威廉·达尔文·福克斯也加入其中。他每年都去伍德豪斯和梅尔猎捕小动物，并依据拉马克和乔治·萨姆耶尔的著作鉴别了一些珍稀昆虫。另外，他还能向一些知名的博物学家请教，比如約翰·史蒂文斯·亨斯洛和威廉·休厄尔。
达尔文回家过了暑假，并在6月末与范妮重逢。本来他打算随私人导师念3个月数学，但他的代数在两个学期后仍无起色。7月他把时间花在登山、划船、钓鱼上。8月末离开了威尔士，与福克斯一起去打猎，欧文老爷还送给他一只鼻烟壶。到了万圣节达尔文搬进了威廉·帕利牧师住过的房间，晚到了3周，还随身带了不少甲虫标本。新年是在范妮的庄园里渡过的，欧文的儿子做手术，让害怕见血的达尔文受到惊吓，他还因嘴唇发炎卧床了几周。1829年2月，他去了伦敦，加入了一个昆虫学俱乐部，还在伊拉斯谟引导下游历了好几个学会所在地。2月19日拜访了伦敦大学昆虫学教授弗雷德里克·威廉·霍普，获赠160个甲虫标本，之后会见了昆虫学家斯蒂芬。回到剑桥后，他对圣灵和学业都失了兴趣，和什鲁斯伯里的同学、剑桥的指导老师“老普莱斯”经常来往，普莱斯精准辨认植物的能力令达尔文很是钦佩。雇佣来搜集甲虫的当地人经常把他惹火，和福克斯的联系也日益淡漠。达尔文参加了一些狂欢派对，酒醉之余阅读了爱德华·吉本的《罗马帝国衰亡史》。4月9日，学校还发生了反对学监的暴乱，达尔文曾为暴乱的学生们欢呼。5月，亨斯洛教授带领学生们在旅行中采集植物，达尔文也继续忙于捕猎昆虫。13日，激进分子理查德·卡莱尔和罗伯特·泰勒发表了一封挑战书，邀请剑桥的行政人员和牧师讨论基督教的功过。据他们说，大约50名年轻大学生的信仰发生动摇。达尔文就在其中，但准备悔过，后来他将泰勒称作“魔鬼的牧师”。
暑假的时候他在家乡及附近搜集甲虫，6月中旬的时候病了半个月。斯蒂芬的《应该昆虫血图鉴》印好了，达尔文被列入捕获者致谢名单。短暂拜访了福克斯后，他投奔了哥哥伊拉斯谟。二人于10月庆祝后者定居伦敦的计划，听了伯明翰音乐节的几场音乐会，之后返回了剑桥。到了学校以后，他大力补习古典文化，成了亨斯洛教授周五晚会的固定成员。圣诞节是和哥哥一起度过的，他抽空速读了塞缪尔·理查森的小说《克拉丽莎》。詹姆斯·麦金托什告诉他，大脑的功能可以被教育改变。因而并非天生，不可能被脑袋形状所反映。达尔文表示赞同，并放弃了对颅相学的信仰。元旦再次回到学校以后，他投入考前的准备。范妮写给他一封抱怨的信，希望他能回去，可他不为所动。考试的内容来自古典著作、《新约》和威廉·帕利的《基督教的证据》。在帕利的论述中，存在“奖惩分明的未来国度”的这样一种观念，“把秩序赋予混乱，让道德世界与自然世界融为一体”。1830年3月24日，他参加了考试，虽然考官很严格，但还是得到了通过。达尔文与亨斯洛教授结成深交，二人常常一起散步。5月中旬他与其他一些学生前往甘姆林盖、博蒂舍姆等地采集动植物，亨斯洛很快发现他是个可造之材。夏天，他在芒特庄园与福克斯重逢，询问他应该攻读什么才能通过圣职授予考试。9月10日他收到范妮的信件，原来她已与约翰·希尔牧师订了婚。3周后他回到了学校。
从9月到12月，剑桥附近爆发了一系列工人骚乱。1831年1月末，他通过了考试，成绩名列第十。西德尼学院的亨利·马修、乡村教区长之子因感情问题声明狼藉，还有个私生子，达尔文给了他一笔钱帮他渡过难关。住宿期一直持续到当年6月，他有空就进行捉甲虫的消遣，并经常与,亨斯洛交流。夏天的时候，他研读了亚历山大·冯·洪堡的《南美洲旅行记》和威廉·赫歇尔的《自然哲学研究入门》，立志“在对于建筑高贵的自然科学之宫方面，尽力提供自己一份最微薄的贡献”。他想像洪堡一样探访特内里费岛，询问了去加那利群岛的船期和票价。8月4日，亚当·赛奇威克来到芒特庄园，带达尔文去威尔士北部山区探险。这次旅途中达尔文学到不少地质学知识，6月时买到的第一个测角仪也派上了用场。一行人在埃尔维河沿岸洞穴找到不少动物骨骼，然而之后前往海岸的路途中对化石的搜寻却无结果。途中赛奇威克曾无根据的指控侍者盗窃，达尔文与其起了冲突，便开始了独自一人的探索。回到家乡后，他于8月29日接到了亨斯洛和皮科克寄来的信，里面是一张环球旅行的船票。

### 小獵犬號之旅

小獵犬號的旅程

原来，海军正为罗伯特·菲茨罗伊船长寻求一个伙伴，来开展对南美洲海岸的考察。亨斯洛认为，达尔文就是他们要寻找的人，他不仅是个年轻绅士，而且也具备基本的博物学素养。8月30日，这件事传到了罗伯特·达尔文医生的耳中，他表示坚决拒绝，几个姐妹也支持父亲。31日，沮丧的达尔文投奔了乔赛亚舅舅，结果得到了他们全家的支持。次日早晨他们给达尔文医生送去了回信，信里说博物学“非常适合牧师”，而且也是“见识世界”的机会。这一回，达尔文医生被说服了。查尔斯匆忙奔赴剑桥，然而菲茨罗伊却告知他那个位置已给了一个朋友，当他去不了时达尔文便是第一人选。失望的达尔文于9月5日去了伦敦，在海军部大楼会见了菲茨罗伊，后者告诉他航行要持续近3年，和航行中可能遇到的困难。查尔斯就在海军部附近住下，附近闲逛，9月11日在菲茨罗伊的带领下去看了他们的船。菲茨罗伊指导达尔文置办必须的物品，一方面劝他节约，另一方面又告诉他必须花60英镑购买枪械。达尔文一开始不愿意，但后来还是购买了背枪、手枪、望远镜和指南针。他回剑桥辞别了亨斯洛教授，亨斯洛送给他洪堡的《个人手札》，并推荐达尔文带上查尔斯·莱尔的《地质学原理》。9月底的时候他回到什鲁斯伯里，得知希尔牧师毁约，抛弃了范妮。在芒特庄园短暂歇脚后，他于10月2日回到伦敦，和风景画家奥古斯塔斯·厄尔呆在一块儿，他将为此次航行提供绘画记录。
小猎犬号在第一次航行归来后需要整修，上层甲板被抬高，船底也被加固，因而起航的日期一再延期。10月24日，他再次到达普利茅斯，等待最后的起航。他和菲茨罗伊、斯托克斯一起住在码头，并认识了船上的一些海军军官，以及小猎犬号的官方博物学家罗伯特·麦考密克。他学习了仪表知识，并做了一两次短途地质考察。亨斯洛、惠斯利、范妮都给他寄去了信件。12月10日，小猎犬号正式起航。达尔文并不适应，晕船的反应十分强烈。傍晚又遇上风暴，菲茨罗伊被迫下令返航。达尔文回到海港准备他的航海日记，并学习了数学、西班牙语和德语，阅读博物学书籍。12月21日再次出海，但在退潮时搁浅，半小时后才进入公海，次日由于风向改变而返航，行程又一次延期。12月27日，小猎犬号才再次起锚，驶向外海。出海次日，就有四名船员因为圣诞节犯的错误受到鞭刑。到达马德拉群岛后，达尔文呕吐得很严重，没有上岸。1月6日他们到达圣克鲁斯，一名官员跑来告知他们需要接受12天检疫。他们没能登陆，只得继续往南，两天后离开了特内里费岛。1月16日，小猎犬号抵达普拉亚，达尔文和菲茨罗伊一起见了佛得角群岛的葡萄牙总督和美国领事。菲茨罗伊开始他的测量，达尔文则和马斯特斯、麦考密克一起去远足。他发现了海平面上方约30英尺处的岩石中夹杂的由贝壳和珊瑚构成的带状物，这表明有些地方发生过沉陷过，是莱尔观点的有力证明。他们在佛得角一直待到2月7日，16日越过了赤道，达尔文受了刮脸礼——脸用油漆、柏油擦过后刮干净，再按在注满海水的帆中，这是新船员必须接受的仪式。
一阵信风将小猎犬号送至巴西，停泊在巴伊亚，达尔文于2月28日在萨尔瓦多登陆。他漫步于森林之间，为这里的美景所陶醉，印证了洪堡的描写。他在3月1日的日记写道：“没有人能够想得出像巴伊亚古镇那样美丽的景色，它完全被一片美丽树木所构成的茂密森林拥抱着，它位在悬崖海岸上，俯瞰着宽阔的众圣湾中的静静的海水……它是巴西最美丽的风景之一。但是，除了经历过的人以外，别人不能领会在这样的花和这样的树间散步时所感到的那种极度欢欣。”回到城里时狂欢节正在举行。所有苦工都是黑人完成，托利党人菲茨罗伊认为这很合理，他说曾问过一个奴隶主，此人问他的奴隶们是否不满于现状，是否要求自由，结果奴隶们回答“不”。倾向辉格党的达尔文却看不惯，认为应该解放奴隶，那些奴隶们当着奴隶主所说的话毫无意义，船长被激怒了，拂袖而去。数小时后菲茨罗伊向达尔文道了歉，二人和解。达尔文与菲茨罗伊在舰长室吃了饭，得到了旅伴们的尊重，年轻人们开始称其为“先生”，军官们称他为“亲爱的老哲学家”、“我们的捕蝇人”。3月18日小猎犬号再次起航，沿岸南下，在阿布罗柳斯群岛附近测量后，于4月5日抵达里约热内卢。家人给他来信，他得知姐姐夏洛特嫁给了一位教区牧师，从前的女友范妮也于3月嫁给了一个有钱人。达尔文为范妮而感慨哀伤，投入了内陆之旅。其中一位旅伴是奴隶主，虽然他对达尔文很友好，但准备拆散30个奴隶家庭，将他们拍卖，这种行为让达尔文又一次义愤填膺。4月25日，他来到博塔弗戈，上岸时发现由于海浪，自己的书籍、仪器和枪械全被泡在水里，只好花了一天时间来处理。小猎犬号去巴伊亚核查经度去了，几个星期没有音信，达尔文滞留当地忙于捕捉猎物、制作标本，晚上则给亨斯洛、福克斯等人写信。当小猎犬号再次归航，船上装起了新大炮，包括马斯特斯在内的三名船员染病死去，麦考密克也辞职归国。7月1日，他参加了恶战号军舰上的礼拜。
7月5日，小猎犬号离开热带地区继续向南，7月25日驶进拉普拉塔海湾，次日达尔文在蒙得维的亚登陆。他将在远郊搜集的一些甲虫制成标本，一些寄回家中，最重要的一些寄给了亨斯洛。9天后，小猎犬号驶离拉普拉塔，以观测海岸，结果遇到了风暴天气，锚也曾两次折断。他们的船最后驶进了布兰卡港，菲茨罗伊在那儿结识了不海报的帆船船主哈里森，后者将小猎犬号引到一个安全的停泊处。达尔文逆流而上，第一次遇见了加乌乔人。9月是在打猎中渡过的，他尝到了美洲鸵、犰狳、刺豚鼠等新奇美味。9月22日起，在阿尔塔高原的搜索中，他找到了一些庞大的已灭绝哺乳动物的化石。10月8日又带回一块下颚骨，他认为这属于前洪积世的地獭。10月19日小猎犬号再次回到蒙得维的亚，菲茨罗伊准备派3个火地岛人和1个英国人上火地岛传教。
海军勘探船小猎犬号（Beagle，又譯為「貝格爾號」）进行了为期五年（1831年－1836年）的勘探活动，这期间达尔文将三分之二的时间花在了陆地上。他仔细地记录了大量地理现象、化石、和生物体，并且系统地收集了许多标本，它们中的许多是科学上的新物种。每隔一段时间，他将这些航行中收集的标本与记录这些发现的信件寄予剑桥大学，很快他就成为了一个富有盛誉博物学家。达尔文的这些详尽的勘探记录显现了一个理论开创者的惊人天赋，并成为了他后期作品的理论基础。他最初为家庭所写的游记，后以《小獵犬號之旅》一书出版，详尽地从社会学、政治学、和人类学的视角描述与总结了航行所及的土著与殖民地的风土人情。
航行旅途之中，达尔文饱受疾病痛苦困扰。1833年10月，他在阿根廷患上重烧。1834年7月，从安第斯山脉返回瓦尔帕莱索的途中，他再次倒下，并在病榻上度过一个月。

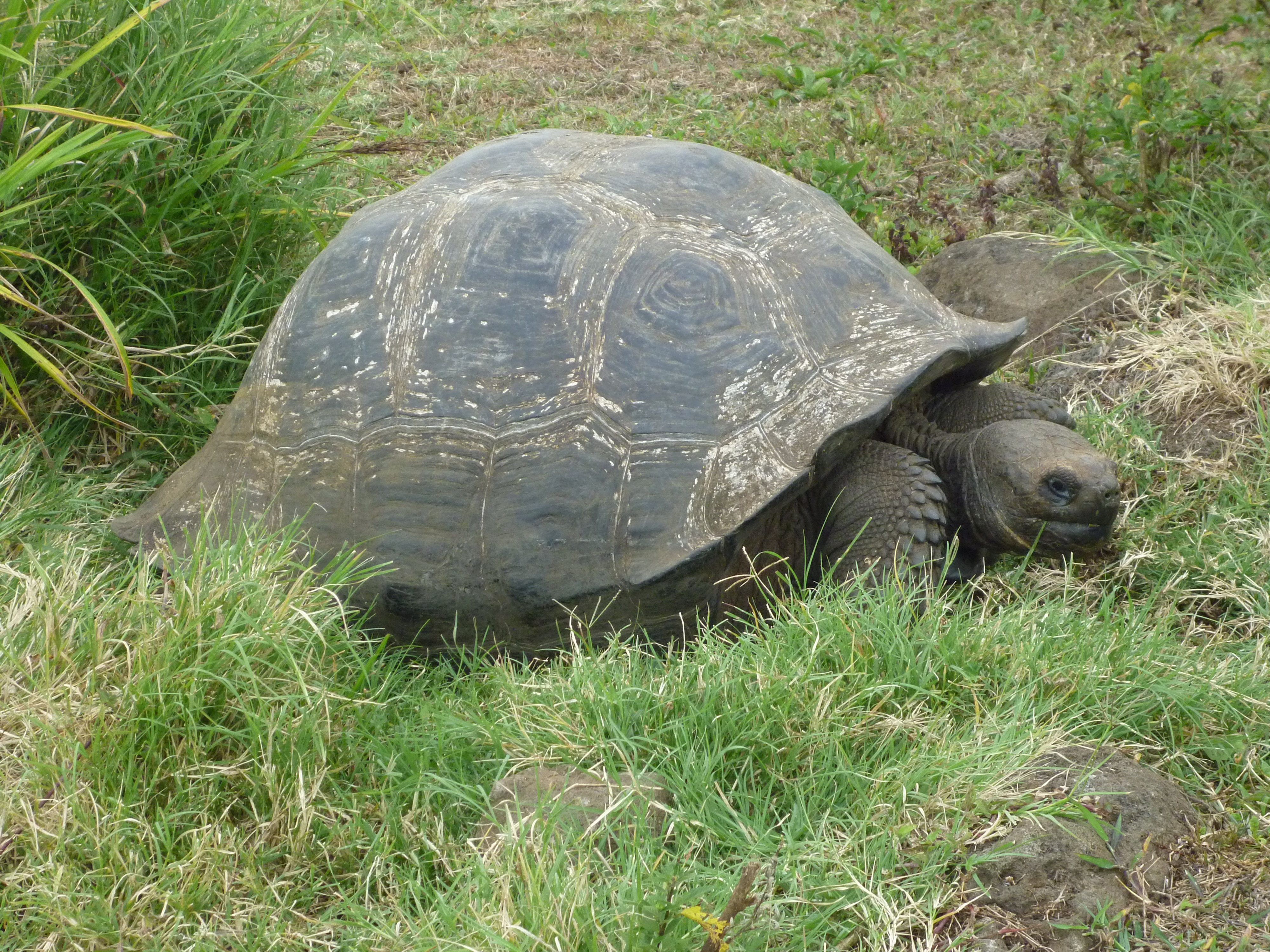
聖克魯斯島加拉巴哥象龜是加拉巴哥群島當地的特有動物品種。當年達爾文就是透過觀察包括聖克魯斯島在內、各島上的象龜亞種，啟發他之後提出演化概念的靈感。

在他们出发之前，罗伯特·菲茨罗伊送给了达尔文一卷查尔斯·赖尔所著《地质学原理》（在南美他得到第二卷）。该书将地形地貌解释为漫长历史时间渐进演变的结果。当他旅程的第一站抵达圣地亚哥佛得角的时候，达尔文注意到该地火山岩峭壁的高处有一条白色的沉积层内有许多裸露的珊瑚与贝壳碎片。这很好地解释了赖尔的理论，并给予了达尔文思考岛屿地质史全新的视角，使他决定写一本关于地质学的书。达尔文在接下来的旅程中有着更多的发现，它们中的许多是戏剧性的。在巴塔哥尼亚，他看见次级而上的分布着圆石与海贝平原，它们其实是被抬高的海滩。在经历了智利的地震后，他发现贻贝的床基高高地搁浅在潮汐之上，这显示陆地已经被抬高了。在安第斯山脉的高处，他发现化石树矗立在一片沙滩上，周围分布着海贝片。在小獵犬號勘探了科科斯（基林）群岛后，他推论这些珊瑚环岛，是形成在下沉的火山之上的。
在南美，达尔文发现并挖掘了一些已灭绝的巨型哺乳动物化石，其中相当一部分并不处于有剧烈天气变化与灾难发生迹象的地质层里。而一个动物的头盖骨在他看上去竟似乎是非洲犀牛的。此外，他判断一些动物甲片来自于该地区一种常见犰狳体积两至三倍大小的史前巨型犰狳身上，但受Bory de Saint-Vincent的Dictionnaire classique的误导，他转而相信是周围发现的大地懒属的遗骸的一部分。在赖尔的第二卷书中，万物的创生被归结为“centres of creation”，而此时思想已经走在时代前方的达尔文对此困惑不解。
上一次小獵犬號来火地群岛的时候带上的三個印第安人（美洲土著人）被送回到了故乡，然后当上了传教士。他们在英国的两年里，受到了英国传统教育从而进入了使人所熟悉的“文明社会”，然而他们的亲戚对达尔文来说是“没有希望，且对人类是种侮辱的人渣”。一年以后，传教的任务被他们所遗忘，只有杰米·巴顿对他们说他宁愿过以前困难的生活也不愿意重返英国。因为这件事，达尔文重新地考虑了人类，他得出的结论是虽然人类是高等动物，但动物的本性始终没有像他的朋友所说的那样丧失，而且明白了每个文明的演化都是不一样的，而不是因种族所定。当他看到欧洲定居者在南美洲，新西兰和澳大利亚对原住民人的暴行后，他便强烈反对奴隶制，也对这些野蛮行为感到悲哀。
菲茨罗伊船长一直都在写小獵犬號行程的官方日志，在旅行的尽头，他读了达尔文的日记，然后让他重新修改一遍以便在《自然史上》充当第三卷。

## 子女
- 威廉·達爾文（William Erasmus Darwin）：1839年－1914年
- 安妮·達爾文（Anne Elizabeth Darwin）：1841年－1851年
- 瑪麗·達爾文（Mary Eleanor Darwin）：1842年
- 伊蒂·達爾文（Etty Darwin）：1843年－1927年
- 喬治·達爾文（George Darwin）：1845年－1912年
- 伊麗莎白·達爾文（Elizabeth Darwin）：1847年－1926年
- 弗朗西斯·達爾文（Francis Darwin）：1848年－1925年
- 李奧納德·達爾文（Leonard Darwin）：1850年－1943年
- 霍瑞斯·達爾文（Horace Darwin）：1851年－1928年
- 查爾斯·華林·達爾文（Charles Waring Darwin）：1856年－1858年

## 宗教觀點
達爾文的家族比較傾向不遵從當時英國國教會，他的祖父、父親及兄弟均為自由思想家。在此背景下，小時候的達爾文依然信奉聖經，甚至之後在劍橋大學修讀神學成為牧師。此時他相信一套以自然界構成的奧妙而論證神必定存在的《目的論的證明》。後來，達爾文在小獵犬號之旅中認識到世界很多不同物種，這些物種的特徵與習性，是《目的論的證明》無法解釋的。例如有一種胡蜂麻痺毛蟲並在其體內產卵，卵變成寄生蟲並殺死宿主的行為，认为这抵觸了《目的論的證明》中「自然界是神善意的彰顯」的教義。雖然如此，達爾文仍然會引述聖經作為道德權威，卻批判一些舊約中的歷史陳述。
在達爾文研究物種演化時，物種行為的無情性引伸出的社會意義，經常被非國教論者及無神論者視作攻擊英國國教會的理論的手段。達爾文更認為宗教信仰其實是生物族群的生存策略，雖然此時他仍然相信神是最終的自然法則制定者。在1851年，他的女兒安尼逝世後，達爾文的信仰漸減，並傾向懷疑主義。這時雖然他仍繼續協助進行一些教會事務，但已經不會在星期日上教會。他傾向相信痛苦是自然法則，多於神的試練。當他被問及他的宗教取向時，他指出他從來不是無神論，但不可知論是對他的心思更準確的描述。達爾文在自傳裡亦曾表示，福音書的真確性存疑，他也沒有充足證據相信基督教是神的教義。
1915年在一份美國報章第一次發表的作者不詳的文章《The Lady Hope Story》，作者提出達爾文老年在病榻時再度信奉基督教，卻被達爾文的子孫及歷史學家否認。他的女兒表示，達爾文未再信奉基督教，他死前最後一句說話是對妻子說「記著，你一直是一位多麼好的太太。」

## 著作與信件
注意以下著作的中文名稱可能並未將原文名稱完全翻譯。
- 1835年：《給亨斯洛教授的信件之摘要》（Extracts from letters to Professor Henslow），無出版販售。
- 1836年：《大溪地與紐西蘭等地區的道德狀況報告》（A LETTER, Containing Remarks on the Moral State of TAHITI, NEW ZEALAND, &c. – BY CAPT. R. FITZROY AND C. DARWIN, ESQ. OF H.M.S. 'Beagle.'）
- 1839年：《紀錄與評論》（Journal and Remarks），通常稱為《小獵犬號之旅》。
- 《小獵犬號之旅的動物學》（Zoology of the Voyage of H.M.S. Beagle）：共5卷，分別由多位作者發表於1839年到1843年間。其中兩卷由查尔斯·达尔文編輯與監督，分別為：
  - 1840年：《第一部分：哺乳類化石》（Part I. Fossil Mammalia），理察·歐文的作品。
  - 1839年：《第二部分：哺乳類》（Part II. Mammalia），喬治·羅伯特·沃特豪斯的作品。
- 1842年：《珊瑚礁的結構與分佈》（The Structure and Distribution of Coral Reefs）
- 1844年：《火山群島的地質觀察》（Geological Observations of Volcanic Islands）
- 1846年：《南美地質觀察》（Geological Observations on South America）
- 1849年：《地質學》（Geology），發表在約翰·弗里德里希·威廉·赫歇爾所編的《科學調查手冊》（A Manual of scientific enquiry; prepared for the use of Her Majesty's Navy: and adapted for travellers ingeneral.）。
- 1851年：《蔓足亞綱》A Monograph of the Sub-class Cirripedia, with Figures of all the Species. The Lepadidae; or, Pedunculated Cirripedes.
- 1851年：《茗荷科化石》A Monograph on the Fossil Lepadidae; or, Pedunculated Cirripedes of Great Britain
- 1854年：《蔓足亞綱》A Monograph of the Sub-class Cirripedia, with Figures of all the Species. The Balanidae (or Sessile Cirripedes); the Verrucidae, etc.
- 1854年：《藤壺科與花籠科》A Monograph on the Fossil Balanidæ and Verrucidæ of Great Britain.
- 1858年：《討論物種形成變異的趨向；以及變異的永久性和物種受選擇的自然意義》（On the Tendency of Species to form Varieties; and on the Perpetuation of Varieties and Species by Natural Means of Selection），摘自一個未發表的著作。
- 1858年：《查尔斯·达尔文自传》（Autobiography of Charles Darwin），巴羅（Barlow）所編撰的完整版。
- 1859年：《物种起源》（On the Origin of Species by Means of Natural Selection, or the Preservation of Favoured Races in the Struggle for Life），完整書名為《依據自然選擇或在生存競爭中適者存活討論物種起源》。
- 1862年：《不列顛與外國蘭花經由昆蟲授粉的各種手段》（On the various contrivances by which British and foreign orchids are fertilised by insects）。
- 1868年：《动物和植物在家养下的变异》（Variation of Plants and Animals Under Domestication）。
- 1871年：《人類的由來與性擇》（The Descent of Man, and Selection in Relation to Sex），又稱《人類起源》。
- 1872年：《人類與動物的感情表達》（The Expression of Emotions in Man and Animals）。
- 1875年：《攀緣植物的運動與習性》（Movement and Habits of Climbing Plants）。
- 1875年：《食蟲植物》（Insectivorous Plants）。
- 1876年：《異花授精與自體授精在植物界中的效果》（The Effects of Cross and Self-Fertilisation in the Vegetable Kingdom）。
- 1877年：《同種植物的不同花型》（The Different Forms of Flowers on Plants of the Same Species）。
- 1879年：《序言與「預告」》（Preface and a preliminary notice），在恩斯特·克勞思（Ernst Krause）的《伊拉斯謨斯·達爾文》中。
- 1880年：《植物運動的力量》（The Power of Movement in Plants）。
- 1881年：《腐植土的產生與蚯蚓的作用》（The Formation of Vegetable Mould Through the Action of Worms），又稱《蚯蚓》。
- 1887年：《查尔斯·达尔文自传》（Autobiography of Charles Darwin），由他的儿子弗朗西斯·达尔文編撰。
- 1887年：《查尔斯·达尔文的生平與信件》（Life and Letters of Charles Darwin），由弗朗西斯·达尔文编撰。
- 1903年：《更多查尔斯·达尔文的信件》（More Letters of Charles Darwin），由史瓦德（A.C. Seward）與弗朗西斯·达尔文编撰。

## 参見
- 達爾文主義
- 达尔文-华莱士奖章
- 泛生論

### 引用
1. 1 2 3 4  van Wyhe 2006.
2. ↑  The Complete Works of Darwin Online - Biography. （页面存档备份，存于） darwin-online.org.uk. Retrieved on 2006-12-15.
   Dobzhansky 1973
3. ↑  Kirk, Raven & Schofield 1983，第100–142, 280–321頁
4. ↑  Leff 2000.
5. ↑  Desmond & Moore 1991，第210, 263–274, 284–287頁.
6. ↑  Darwin - At last. 的存檔，存档日期2008-10-11. American Museum of Natural History. Retrieved on 2007-03-21.
7. ↑  Freeman 1977
8. ↑  Browne 2002，第497頁
9. ↑  Myers, PZ. . Pharyngula (scienceblogs.com). 2006-06-18  [2006-11-18]. （原始内容存档于2006-06-22）.
10. ↑  The National Science Teachers Association's position statement on the teaching of evolution.
11. ↑  IAP Statement on the Teaching of Evolution （页面存档备份，存于） Joint statement issued by the national science academies of 67 countries, including the United Kingdom's Royal Society (PDF file)
12. ↑  From the American Association for the Advancement of Science, the world's largest general scientific society: 2006 Statement on the Teaching of Evolution (PDF file), AAAS Denounces Anti-Evolution Laws
13. ↑  .   [2018-10-01]. （原始内容存档于2021-02-13）.
14. 1 2  戴斯蒙德 & 穆尔 2009，第77-78頁
15. ↑  Desmond, Adrian J.; Moore, James R. . London : New York, N.Y., USA: Michael Joseph ; Viking Penguin. 1991. ISBN 978-0-7181-3430-3. 缺少或|title=为空 (帮助)
16. 1 2  戴斯蒙德 & 穆尔 2009，第11頁
17. 1 2  胡冬梅、秦军编著 1997，第2頁
18. ↑  孙观清、刘丽群编著 2005，第2頁
19. ↑  戴斯蒙德 & 穆尔 2009，第12頁
20. ↑  戴斯蒙德 & 穆尔 2009，第13頁
21. ↑  胡冬梅、秦军编著 1997，第5-6頁
22. ↑  戴斯蒙德 & 穆尔 2009，第16-17頁
23. ↑  戴斯蒙德 & 穆尔 2009，第18頁
24. ↑  戴斯蒙德 & 穆尔 2009，第20頁
25. ↑  涅克拉索夫 1983，第8頁
26. ↑  戴斯蒙德 & 穆尔 2009，第24頁
27. ↑  涅克拉索夫 1983，第9頁
28. ↑  戴斯蒙德 & 穆尔 2009，第25-26頁
29. ↑  涅克拉索夫 1983，第11頁
30. ↑  涅克拉索夫 1983，第12頁
31. ↑  戴斯蒙德 & 穆尔 2009，第29-30頁
32. ↑  戴斯蒙德 & 穆尔 2009，第30-31頁
33. ↑  戴斯蒙德 & 穆尔 2009，第34頁
34. ↑  李国秀 2001，第34頁
35. ↑  戴斯蒙德 & 穆尔 2009，第35頁
36. ↑  戴斯蒙德 & 穆尔 2009，第36-38頁
37. ↑  涅克拉索夫 1983，第18頁
38. ↑  戴斯蒙德 & 穆尔 2009，第41-42頁
39. ↑  戴斯蒙德 & 穆尔 2009，第43頁
40. ↑  李国秀 2001，第35頁
41. ↑  戴斯蒙德 & 穆尔 2009，第46頁
42. ↑  戴斯蒙德 & 穆尔 2009，第47-49頁
43. ↑  戴斯蒙德 & 穆尔 2009，第50頁
44. ↑  李国秀 2001，第38頁
45. ↑  戴斯蒙德 & 穆尔 2009，第51-52頁
46. ↑  戴斯蒙德 & 穆尔 2009，第54-56頁
47. ↑  戴斯蒙德 & 穆尔 2009，第58頁
48. ↑  戴斯蒙德 & 穆尔 2009，第59頁
49. ↑  戴斯蒙德 & 穆尔 2009，第60-61頁
50. ↑  戴斯蒙德 & 穆尔 2009，第63-65頁
51. ↑  戴斯蒙德 & 穆尔 2009，第67-69頁
52. ↑  李国秀 2001，第41頁
53. ↑  戴斯蒙德 & 穆尔 2009，第74-76頁
54. ↑  戴斯蒙德 & 穆尔 2009，第79-80頁
55. ↑  涅克拉索夫 1983，第43頁
56. ↑  戴斯蒙德 & 穆尔 2009，第82-83頁
57. ↑  涅克拉索夫 1983，第45頁
58. ↑  戴斯蒙德 & 穆尔 2009，第85頁
59. ↑  涅克拉索夫 1983，第47頁
60. ↑  戴斯蒙德 & 穆尔 2009，第88頁
61. ↑  F·达尔文编 1983，第166頁
62. ↑  戴斯蒙德 & 穆尔 2009，第89-90頁
63. ↑  F·达尔文编 1983，第167-168頁
64. ↑  F·达尔文编 1983，第169-171頁
65. ↑  涅克拉索夫 1983，第62-63頁
66. ↑  戴斯蒙德 & 穆尔 2009，第92-93頁
67. ↑  戴斯蒙德 & 穆尔 2009，第94-95頁
68. ↑  涅克拉索夫 1983，第71頁
69. ↑  戴斯蒙德 & 穆尔 2009，第97-98頁
70. ↑  Desmond & Moore 1991，第189-192, 198頁.
71. ↑  Browne 1995，第177-178頁.
72. ↑  Desmond & Moore 1991，第142, 157頁.
73. ↑  Browne 1995，第183-190頁
74. ↑  Desmond & Moore 1991，第160-168, 182頁.
   Darwin 1887，第260頁.
   Darwin 1958，p 98-99
75. ↑  Browne 1995，第124頁
   Darwin 1835，第7頁
76. ↑  Desmond & Moore 1991，第131, 159頁.
77. ↑  Darwin 1845，第207-208頁.
78. ↑  Browne 1995，第244-250頁
79. ↑  Browne 1995，第336頁
80. ↑  Darwin 1958，第頁
81. ↑  Browne 2002，第495頁

### 书目
- 戴斯蒙德; 穆尔. . 上海市: 上海科学技术文献出版社. 2009年4月. ISBN 978-7-5439-3923-3.
- 胡冬梅、秦军编著. . 沈阳市: 沈阳出版社. 1997年8月. ISBN 7-5441-0844-9.
- 李国秀. . 合肥市: 安徽人民出版社. 2001年2月. ISBN 7-212-01843-0.
- 涅克拉索夫; 韦清豪等译. . 长沙市: 湖南人民出版社. 1983年9月.
- 孙观清、刘丽群编著. . 长春市: 长春出版社. 2005年6月. ISBN 7-80664-968-9.
- 庚镇城. . 上海市: 上海科学技术出版社. 2009年9月. ISBN 978-7-5323-9942-0.
- Anonymous. . The New York Times (21 April 1882). 1882  [2008-10-30]. （原始内容存档于2009-10-15）.
- Balfour, J. H. . Transactions & Proceedings of the Botanical Society of Edinburgh. 1882-05-11, (14): 284–298.
- Bannister, Robert C. . Philadelphia: Temple University Press. 1989. ISBN 978-0-87722-566-9.
- Bowler, Peter J.  3rd. University of California Press. 2003. ISBN 978-0-520-23693-6.
- Browne, E. Janet. . London: Jonathan Cape. 1995. ISBN 978-1-84413-314-7.
- Browne, E. Janet. . London: Jonathan Cape. 2002. ISBN 978-0-7126-6837-8.
- Darwin, Charles. Henslow, J S , 编. . Darwin Online (Cambridge: [privately printed]). 1835-12-01  [2022-01-27]. （原始内容存档于2022-10-04）.
- Darwin, Charles. . Darwin Online. 1837  [2008-12-20]. CUL-DAR121. （原始内容存档于2009-02-08）.
- Darwin, Charles.  III. London: Henry Colburn. 1839  [2008-10-24]. （原始内容存档于2012-08-15）.
- Darwin, Charles. . Darwin, Francis  (编). . Cambridge University Press. 18421909  [2006-12-13]. ISBN 978-0-548-79998-7. （原始内容存档于2011-09-29）.
- Darwin, Charles. . London: John Murray. 1845  [2008-10-24]. （原始内容存档于2011-09-17）.
- Darwin, Charles.  1st. London: John Murray. 1859  [2008-10-24]. ISBN 978-1-4353-9386-8. （原始内容存档于2008-10-05）.
- Darwin, Charles.  1st. London: John Murray. 1871  [2008-10-24]. ISBN 978-0-8014-2085-6. （原始内容存档于2011-07-12）.
- Darwin, Charles.  6th. London: John Murray. 1872  [2009-11-01]. ISBN 978-1-4353-9386-8. （原始内容存档于2010-01-07）.
- Darwin, Charles.  2nd. London: John Murray. 1874  [2016-01-16]. ISBN 978-0-8014-2085-6. （原始内容存档于2011-07-12）.
- Darwin, Charles. Darwin, Francis , 编. . London: John Murray. 1887  [2008-11-04]. ISBN 978-0-404-08417-2. （原始内容存档于2011-03-05）.
- Darwin, Charles. Barlow, Nora , 编. . London: Collins. 1958  [2013-09-28]. （原始内容存档于2013-08-16）.
- Darwin, Charles. . van Wyhe, John  (编). . Darwin Online. 2006  [2008-12-20]. CUL-DAR158.1–76. （原始内容存档于2008-12-24）.
- Darwin, Charles; Costa, James T. . Cambridge, Massachusetts, and London, England: Belknap Press of Harvard University Press. 2009. ISBN 978-0-674-03281-1.
- Desmond, Adrian; Moore, James. . London: Michael Joseph, Penguin Group. 1991. ISBN 978-0-7181-3430-3.
- Desmond, Adrian; Moore, James; Browne, Janet. .  線上版. Oxford, England: 牛津大學出版社. 2004. ISBN 978-0-19-861411-1. doi:10.1093/ref:odnb/7176. 需要订阅或英国公共图书馆会员资格
- Desmond, Adrian; Moore, James; Browne, Janet. . Oxford, England. 2007. ISBN 978-0-19-921354-2.
- Desmond, Adrian; Moore, James. . London: Allen Lane. 2009. ISBN 978-1-84614-035-8.
- Dobzhansky, Theodosius. . The American Biology Teacher. March 1973, 35 (3): 125–129. CiteSeerX 10.1.1.525.3586 . ISSN 0002-7685. JSTOR 4444260. S2CID 207358177. doi:10.2307/4444260.
- Eldredge, Niles. . The Virginia Quarterly Review. 2006, (Spring 2006): 32–53  [2008-11-04]. （原始内容存档于2013-12-24）.
- FitzRoy, Robert. . London: Henry Colburn. 1839  [2008-11-04]. （原始内容存档于2011-05-05）.
- Freeman, R. B. . Folkestone: Wm Dawson & Sons Ltd. 1977  [2008-11-04]. ISBN 978-0-208-01658-4. （原始内容存档于2022-10-04）.
- Freeman, R. B.  2nd online. The Complete Works of Charles Darwin Online. 2007: 107, 109  [2014-12-25]. （原始内容存档于2014-12-25）.
- Herbert, Sandra. . Bulletin of the British Museum (Natural History), Historical Series. 1980, (7 (24 April)): 1–164  [2009-01-11]. doi:10.5962/p.272299 . （原始内容存档于2007-07-11）.
- Herbert, Sandra. . British Journal for the History of Science. 1991, 24 (2): 159–192  [2008-10-24]. S2CID 143748414. doi:10.1017/S0007087400027060. （原始内容存档于2017-03-29）.
- Huxley, Julian; Kettlewell, H.B.D. . New York: the Viking Press. 1965.
- Keynes, Richard. . Cambridge University Press. 2000  [2008-11-22]. ISBN 978-0-521-46569-4. （原始内容存档于2008-12-05）.
- Keynes, Richard. . Cambridge University Press. 2001  [2008-10-24]. ISBN 978-0-521-23503-7. （原始内容存档于2012-06-04）.
- Kotzin, Daniel. . Columbia American History Online. 2004  [2008-11-22]. （原始内容存档于2011-07-19）.
- Larson, Edward J. . Modern Library. 2004. ISBN 978-0-679-64288-6.
- Leff, David.  2000–2008. 2000  [2008-12-30]. （原始内容存档于2013-08-28）.
- Leifchild. . Athenaeum. 1859-11-19, (1673)  [2008-11-22]. （原始内容存档于2008-12-05）.
- Miles, Sara Joan. . Perspectives on Science and Christian Faith. 2001, 53: 196–201  [2008-11-22]. （原始内容存档于2020-04-05）.
- Moore, James.  (PDF). American Public Media. 2005  [2008-11-22]. （原始内容 (PDF)存档于2008-02-27）.
- Moore, James. . Speaking of Faith (Radio Program). American Public Media. 2006  [2008-11-22]. （原始内容存档于2008-12-22）.
- Owen, Richard. Darwin, C. R. , 编. . The zoology of the voyage of H.M.S. Beagle. London: Smith Elder and Co. 1840.
- Paul, Diane B. . Hodge, Jonathan; Radick, Gregory  (编). . Cambridge University Press. 2003: 214–239. ISBN 978-0-521-77730-8.
- Radick, Gregory. . Ruse, Michael  (编). . Cambridge University Press. 2013: 173–181.
- Smith, Charles H. . 1999  [2008-12-07]. （原始内容存档于2008-12-05）.
- Sulloway, Frank J.  (PDF). Journal of the History of Biology. 1982, 15 (1): 1–53  [2008-12-09]. CiteSeerX 10.1.1.458.3975 . S2CID 17161535. doi:10.1007/BF00132004. （原始内容 (PDF)存档于2008-12-16）.
- Sweet, William. . Internet Encyclopedia of Philosophy. 2004  [2008-12-16]. （原始内容存档于2010-05-28）.
- Wilkins, John S. . TalkOrigins Archive. 1997  [2008-11-22]. （原始内容存档于2011-05-14）.
- Wilkins, John S. . Tucker, Aviezer  (编). . Blackwell Companions to Philosophy. Chichester: Wiley-Blackwell. 2008: 405–415. ISBN 978-1-4051-4908-2.
- van Wyhe, John. . Notes and Records of the Royal Society. 2007-03-27, 61 (2): 177–205  [2008-02-07]. S2CID 202574857. doi:10.1098/rsnr.2006.0171. （原始内容存档于2011-01-11）.
- van Wyhe, John. . Darwin Online. 2008  [2008-11-17]. （原始内容存档于2020-01-13）.
- van Wyhe, John. . London: Andre Deutsch Ltd. 2008b2008-09-01. ISBN 978-0-233-00251-4.
- von Sydow, Momme.  (PDF). Knight, David M.; Eddy, Matthew D.  (编). . Burlington: Ashgate. 2005: 141–156  [2008-12-16]. ISBN 978-0-7546-3996-1. （原始内容 (PDF)存档于2009-03-26）.
- Yates, Simon. . TalkOrigins Archive. 2003  [2006-12-15]. （原始内容存档于2009-10-12）.

## 外部連結
- 查尔斯·达尔文著作全文在线 （页面存档备份，存于） - a complete repository of his works.
- 查尔斯·达尔文的朋友 （页面存档备份，存于）
- orchids 查尔斯·达尔文文献 （页面存档备份，存于）
- Darwin Correspondence Project （页面存档备份，存于）
- 演化论达尔文数字图书馆 （页面存档备份，存于）
- 国际查尔斯·达尔文研究所 （页面存档备份，存于）
- Darwin's portrait on £10 note
- Twelve different portraits of Charles Darwin, National Portrait Gallery, U.K. （页面存档备份，存于）
- BBC: "Darwin family repeat flower count" （页面存档备份，存于）
- Mis-portrayal of Darwin as a Racist （页面存档备份，存于）
- Information about Darwin's birthplace and Darwin sites in Shrewsbury. （页面存档备份，存于）
- Botanicus.org上查尔斯·达尔文数字化论文 （页面存档备份，存于）
- 1871 Caricature of Charles Darwin by Thomas Nast, Harper's Weekly （页面存档备份，存于）
- 世界級達爾文展 到台中！
- Charles Darwin的作品  - 古騰堡計劃